# Abdoulaye Mounkaïla
Abdoulaye Mounkaïla (* 1955 in Sakoïra) ist ein nigrischer Offizier.

## Leben
Abdoulaye Mounkaïla wurde nach der Grund- und Mittelschule 1974 Mitglied der Streitkräfte Nigers. Er besuchte von 1983 bis 1986 die Militärakademie in Antsirabe in Madagaskar und erreichte 1988 den Dienstgrad eines Leutnants. Von 1992 bis 1995 wirkte er als Ausbildner am Ausbildungszentrum der nigrischen Streitkräfte in Agadez. Mounkaïla wurde 1995 Kommandant der 122. Kompanie des 12. teilstreitkräftegemeinsamen Bataillons und zum Hauptmann erhoben. 1997 wechselte er zur Präsidentengarde.
Der nigrische Staatspräsident Ibrahim Baré Maïnassara starb am 9. April 1999 bei einem Militärputsch. Am 11. April 1999 wurde Abdoulaye Mounkaïla Mitglied des Rats der nationalen Versöhnung und Kommandant der Präsidentengarde. Der Rat der nationalen Versöhnung war eine 14-köpfige Militärjunta, die Niger infolge des Putsches bis Dezember 1999 regierte. Kommandant der Präsidentengarde blieb Mounkaïla noch bis Juli 2000, als bereits der demokratisch gewählte Präsident Mamadou Tandja an der Macht war. Danach arbeitete er als Leiter der Abteilung für militärische Zusammenarbeit im Verteidigungsministerium.
Mounkaïla wurde 2008 vorübergehend festgenommen, da ihm vorgeworfen wurde ein geheimes Waffenlager in der Hauptstadt Niamey zu unterhalten und einen Staatsstreich gegen Präsident Tandja vorzubereiten. Unter Tandjas Nachfolger Mahamadou Issoufou wurde Mounkaïla, der inzwischen den Dienstgrad eines Oberstleutnants innehatte, 2011 zum technischen Berater von Verteidigungsminister Mahamadou Karidio ernannt. Er wurde noch im selben Jahr zur Mission der Vereinten Nationen für die Stabilisierung in der Demokratischen Republik Kongo entsandt. 2012 folgte seine Ernennung zum Oberst. Danach wirkte er bei der Operation der Vereinten Nationen in der Elfenbeinküste. Zuletzt wurde Mounkaïla 2015 Direktor des Nationalen Büros für Veteranen und Opfer von Kriegen und bewaffneten Konflikten. Bald darauf ging er in den Ruhestand.

## Ehrungen
- Offizier des Nationalordens Nigers[1]